# Walter Zeißner
Walter Zeißner, auch Walter Zeissner (* 22. Juni 1928 in Wülfershausen, Landkreis Karlstadt; † 24. Februar 2016 in Karlstadt), war ein deutscher Politiker (CSU). Er war von 1966 bis 1986 Mitglied des Bayerischen Landtags.

## Leben
Zeißner besuchte die Volksschule und das Humanistische Gymnasium in Weiden. Während der 5. Klasse wurde er zum Reichsarbeitsdienst einberufen. Nach seiner Entlassung aus der Gefangenschaft besuchte er die Landwirtschaftsschule in Arnstein in Unterfranken und einen Kurs an der Bauernschule in Herrsching am Ammersee. Er erwarb 1960 den Landwirtschaftlichen Lehrmeisterbrief und war ab demselben Jahr auf dem Hof der Schwiegereltern selbständig als Landwirt tätig. 1961 folgte die Aussiedlung des landwirtschaftlichen Betriebs in Gambach.
1956 wurde der Katholik Zeißner Mitglied der CSU. Im folgenden Jahr heiratete er. Er war stellvertretender CSU-Bezirksvorsitzender von Unterfranken, langjähriger Kreisrat und Stadtrat von Karlstadt und 1. Vorsitzender des Verbands landwirtschaftlicher Fachschulabsolventen im Landkreis Main-Spessart sowie im Bezirk Unterfranken. Von 1966 bis 1986 war er Mitglied des Bayerischen Landtags. Er lebte in Gambach, wo er dem Gemeinderat angehörte.